# ぼっけもん
『ぼっけもん』は、岩重孝（後のいわしげ孝）による日本の漫画（劇画）作品。

## 概要
ビッグコミックに投稿した本作品の第一話となる「忘れ雪」が1978年第二回小学館新人コミック賞に入選してデビューのきっかけとなる。1978年から「ビッグコミック」（小学館）にて連載を開始し、1980年10月に「ビッグコミックスピリッツ」の創刊により移籍し、1985年まで連載された。単行本はビッグコミックス（小学館）から全14巻が刊行されている。2014年には小学館文庫（小学館）から全9巻が刊行されている。
1986年には第31回小学館漫画賞を受賞した作者の代表作である。
鹿児島市出身の若者が東京と故郷で葛藤する泥臭い生き方を描いた自伝的作品。唐湊（とそ）や上町（かんまち）、薬師町（現・薬師）などの鹿児島市の下町が主人公の故郷として描かれ、鹿児島市や鹿児島人気質を窺い知れる作品である。
タイトルの「ぼっけもん」とは、大胆な人、乱暴な者を意味する鹿児島弁であり、薩摩・鹿児島県人の気質を表した言葉である。

## あらすじ
東京生活の始まり
鹿児島の高校を卒業後，浅井義男は東京の大学の夜間部に進学する。いくつかの失敗を重ねながら東京生活にも慣れた頃、バイト先の書店で同じ夜間部でバイトの秋本加奈子と出会い、強く意識するようになる。 夏休みに義男は1年数か月ぶりに帰郷し、旧交を温める。東京に戻る列車の中から義男は、エールを送るような桜島の爆発を見て、思わず雄叫びをあげる。
秋本加奈子との接近
再会した加奈子から「アタシのことどう考えているの」とたずねられ、義男は複雑な思いを抱く。多摩川の堤防で、義男は「俺、秋本が好きやよ」と打ち明け、加奈子は義男にしがみつく。3年目の夏、故郷の白石が結婚式の司会を義男に依頼する。鹿児島に帰る途中、義男は加奈子に誘われて、四国に立ち寄る。阿波踊りを見物し、2人でホテルにチェックインする。白石の結婚式は朝子の父親の発言で荒れるが、カンジの一言と義男たちの怪しげな校歌でなんとか収まる。
4年目の春
4年目の春になっても、義男は東京に残るか故郷に帰るかすら考えていない。加奈子はちゃんと言葉で2人の関係を確かめておく時期にきていると切り出す。義男はもし俺が嫁さんをもらうとしたら秋元しかおらんと話す。加奈子は東京出版局で新しい女性誌の編集のバイトを始め、将来はその方向に進みたいと考える。義男に先んじて自分の将来を決めるのに不安を感じた加奈子が聞くと、義男はお互い芯のところでひっついとったら関係なかよと答える。
破局
夏休みに帰省した義男は白石たちからシアタービル建設について説明され、高校時代の夢を実現しようとするが、加奈子は反対する。義男は卒論の締め切りに間に合わず、半年間の留年となる。義男は退学を決断し、加奈子は就職が内定する。加奈子は京都観光の間に義男の退学を思いとどまらせようとするが、2人の関係は精神的な破局を迎える。加奈子は「あたしたち終わりにしよう」と告げ、義男は退学届けを出し、鹿児島に戻る。
シアタービル
鹿児島で4人で始めたシアタービル計画は、怪しげな工務店に契約金の1000万円を持ち逃げされ、出だしからつまづく。川辺の提案により残された2000万円で規模を小さくしたシアタービルから始めることにして、計画より1年遅れでシアタービル1階の着工が始まる。東京の加奈子は新しい恋を始められず、鏡に向かってアタシまだしんどいよとつぶやく。博多取材のあと、加奈子は衝動的に鹿児島に向かい、義男のアパートを訪ねるが、会わずに退居する。
不滅のカップル
シアタービル1階にファーストゲートがオープンして1か月、客入りはぼちぼちといったところで、4人は交代で運送屋のバイトを続ける。そんな中、泉とメガネの結婚式の招待状が届く。スピーチでは2人一緒に前に出され、司会からは不滅のカップルを復活させて欲しいという新郎新婦からのメッセージを伝えられる。披露宴の後、2人は新婚夫婦のアパートに泊まることになる。2人はお互いに好き合っていることを確認できたが、1年半の時間を埋めることはできない。
すれちがい
義男は駅で寝込んでいる加奈子を見つけ部屋に送り届る。加奈子はもう自分の気持ちにうそはつかないと決心し、一方、義男はシアタービルを捨てて東京に戻ろうとする。義男は白石にシアタービルをやめると告げ、殴り合いとなる。退職届を出した加奈子は、義男が東京に戻ったことを知り、アパートを引き払い実家に戻る。義男は加奈子の実家を訪ね、何度も電話をして再会を果たす。2人は素直に謝りあう。加奈子に後押しされ、義男はシアタービルに電話し、戻る意思を伝え、その後で加奈子にプロポーズする。加奈子の結婚に反対していた父親も義男と会うことになり、結婚に向かって大きく進展する。
大団円
2人の結婚は白石にも祝福される。ファーストゲートで開いた二次会で義男はこの場所から2人、仲良う新しい生活を初めていきたい思うていますと述べ、加奈子の父親からも丁寧に挨拶される。2人の新居は鹿児島の街を見下ろし、その向こうに桜島を眺望する高台の借家となる。結婚して1年が過ぎ、加奈子は皆の前で妊娠を報告する。家に戻る途中の夏空と風に加奈子は様々な想いにとらわれる。

## 登場人物
浅井 義男（あさい よしお）
主人公、鹿児島市出身で高校卒業後に上京し本屋でバイトをしながら大学夜間部に通う。そこで秋元加奈子と知り合い、恋仲になる。卒業後は鹿児島に戻り、高校時代の友人である白石、河辺、米森と一緒にシアタービルを設立に参加する。
秋元 加奈子（あきもと かなこ）
徳島県出身で浅井より1歳年上。浅井と同じ夜間部に通い、同じ本屋でバイトをしている。4年生からは「Miss Time」の編集部でバイトを始め、卒業後はそこに就職する。
泉 勝広（いずみ かつひろ）
老舗の蕎麦屋の息子であるが今のところ家業を継ぐ気はない。浅井と同じ夜間部に通い、同じ本屋でバイトをしている。浅井と秋元のよき理解者。卒業後は家業を継ぐため調理師学校に行く。学友のメガネこと佐藤聖子と結婚する。
白石 徹（しらいし とおる）
浅井の高校時代の同級生、バンドをやっていた。卒業後は運送業で働き、神領朝子と結婚、シアタービル設立4に参加する。
川辺（かわべ）
浅井の高校時代の同級生。実家は土建屋で複数のアパートを経営しており、その一つの土地を与え事業をさせようとする。シアタービル設立に参加する。
米森 義昭（よねもり よしあき）
浅井の高校時代の同級生、卒業後は銀行に就職する。シアタービル設立に参加する。
押坂 カンジ（おしさか かんじ）
高校時代の担任、豪傑、白石の結婚式では仲人を務める。
中村 太士郎（なかむら たしろう）
浅井の高校の1年後輩、寮に居られなくなり浅井のアパートの隣りの部屋に引っ越してくる。かなり口は悪い。
鈴木 喜太郎（すずき きたろう）
浅井のアパートの住人、秋元の3年後輩であり秋元のことをマドンナ視している。気の弱いうじうじした性格を直そうと太士郎と男になる旅に出る。
愛田 智子（あいだ ともこ）
浅井の高校時代の同級生、浅井と付き合っていたが卒業後前川良と東京に駆け落ちする。その後、前川とは分かれて水商売に入る。

## 書誌情報
- 岩重孝『ぼっけもん』小学館〈ビッグコミックス〉、全14巻。第8巻まではISBNはない[5]。
  1. 忘れ雪（1982年5月1日初版第1刷発行）
  2. 帰り道（1982年6月1日初版第1刷発行）
  3. 故郷（1982年9月1日初版第1刷発行）
  4. 藍の夏（1982年10月1日初版第1刷発行）
  5. 義男奮戦す!!（1973年1月1日初版第1刷発行）
  6. 春一番（1983年4月1日初版第1刷発行）
  7. 暑中見舞（1983年9月1日初版第1刷発行）
  8. 義男決断す!?（1984年5月1日初版第1刷発行）
  9. 夜を走る（1984年6月1日初版第1刷発行）、ISBN 4-09-180469-1
  10. 怒りのマイトガイ（1985年1月1日初版第1刷発行）、ISBN 4-09-180470-5
  11. 南風（1985年2月1日初版第1刷発行）、ISBN 4-09-180781-X
  12. 夢の背中（1985年10月1日初版第1刷発行）、ISBN 4-09-180782-8
  13. 眼下の街（1985年12月1日初版第1刷発行）、ISBN 4-09-180783-6
  14. 光の中で（1986年2月1日初版第1刷発行）、ISBN 4-09-180784-4

- 岩重孝『ぼっけもん』小学館〈小学館文庫〉、全9巻。
  1. （2011年6月15日初版第1刷発売）、ISBN 978-4091962010
  2. （2011年6月15日初版第1刷発売）、ISBN 978-4091962027
  3. （2011年7月15日初版第1刷発売）、ISBN 978-4091962034
  4. （2011年7月15日初版第1刷発売）、ISBN 978-4091962041
  5. （2011年8月12日初版第1刷発売）、ISBN 978-4091962058
  6. （2011年8月12日初版第1刷発売）、ISBN 978-4091962065
  7. （2011年9月15日初版第1刷発売）、ISBN 978-4091962072
  8. （2011年9月15日初版第1刷発売）、ISBN 978-4091962089
  9. （2011年10月15日初版第1刷発売）、ISBN 978-4091962096

なお、2013年9月13日よりビッグコミックス版の電子書籍が全14巻配信されている。